# Sen’yū-ji

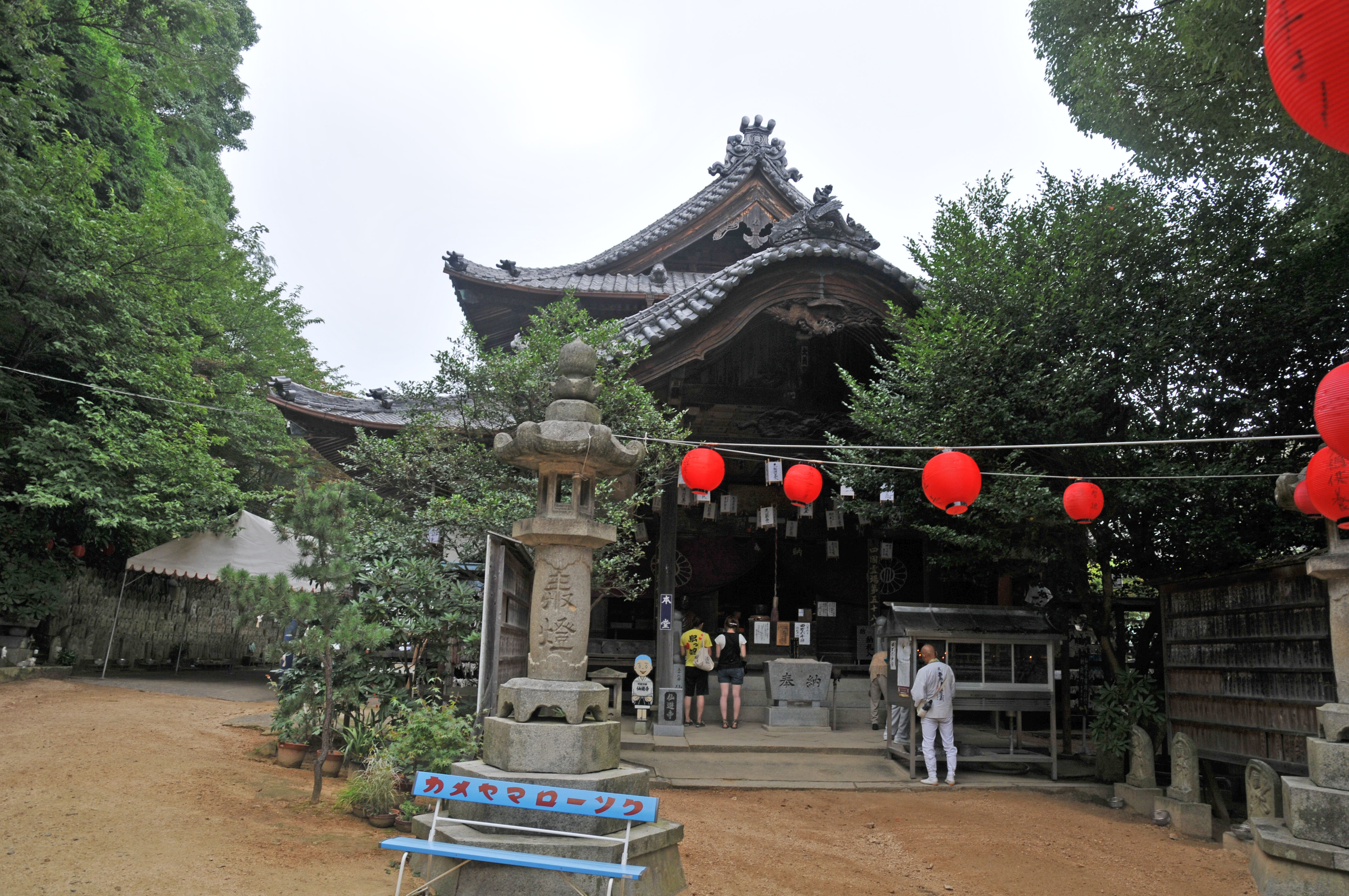
Haupthalle

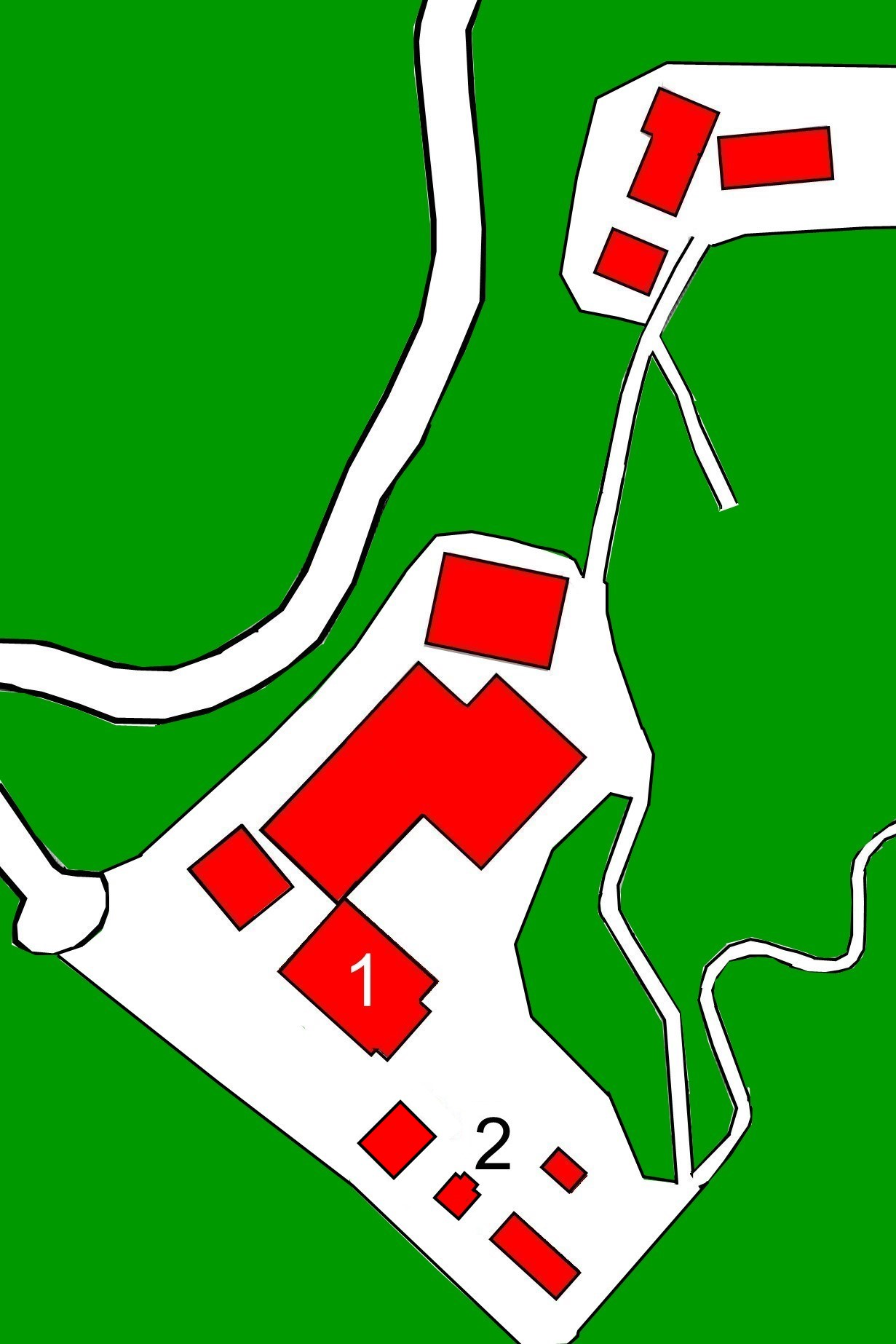
Plan des Tempels (s. Text)

Der Sen’yū-ji (japanisch 仙遊寺) mit den Go Sareizan (作礼山) und Senkōin (千光院) ist ein Tempel des Shingon-Buddhismus in der Stadt Imabari (Präfektur Ehime). Er liegt auf der Nordseite des 294 m hohen Sareizan (作礼山) nahe unter dem Gipfel. In der traditionellen Zählung ist er der 58. Tempel des Shikoku-Pilgerwegs.

## Geschichte
Der Tempel wurde auf Wunsch des Kaisers Tenji von Ochi Morioki (越智守興), dem mächtigsten Fürst in der Provinz Iyo, im zweiten Drittel des 7. Jahrhunderts errichtet. Die Hauptkultfigur, einen Kannon, soll von einer aus dem Meer auftauchenden Drachenfrau mit dem Beil und drei Gebeten pro Schlag (一刀三礼, Ittō sanrei) hergestellt worden sein. Das führte zum Go „Sareizan“, etwa „Tempel, geschaffen mit Gebet“.
Der Tempel soll von dem Eremiten Abō (阿坊仙人) in 40-jähriger Arbeit als vollständige Anlage (七堂伽藍, Shichidōgaran) geschaffen worden sein. Im Jahr 718 verschwand er dann plötzlich, sein Wirken wurde aber im Namen des Tempels gewürdigt.
Als Priester Kūkai im 9. Jahrhundert auf seiner Pilgerreise hier vorbeikam, heilte er hier Erkrankte mit dem Wasser einer Quelle, die er gegraben hatte und baute den heruntergekommenen Tempel wieder auf. In der Edo-Zeit verfiel der Tempel wieder, bis dann zu Beginn der Meiji-Zeit Priester Yūren (宥蓮) mit Unterstützung zahlreicher Gläubiger den Tempel wieder aufbaute. Yūren starb 1871 durch Selbstmumifizierung (Sokushinbutsu), als letzter dieser Praxis, die dann verboten wurde. Für ihn wurde eine kleine Steinpagode (Gorintō) auf dem Tempelgelände errichtet.

## Anlage
Auf dem Wege zum Tempel passiert man das Tempeltor, das hier als Niō-Tor (仁王門), also als Tor mit den beiden Tempelwächtern rechts und links vom Durchgang, ausgeführt ist. Neben der Haupthalle (本堂, Hondō; 1) gibt es noch die – hier winzige – Halle, die dem Tempelgründer gewidmet ist, die Daishidō (大師堂; 2). Schließlich existiert noch die eingefasste Quelle mit dem heilenden Wasser, die auf Kūkai zurückgeht.

## Bilder

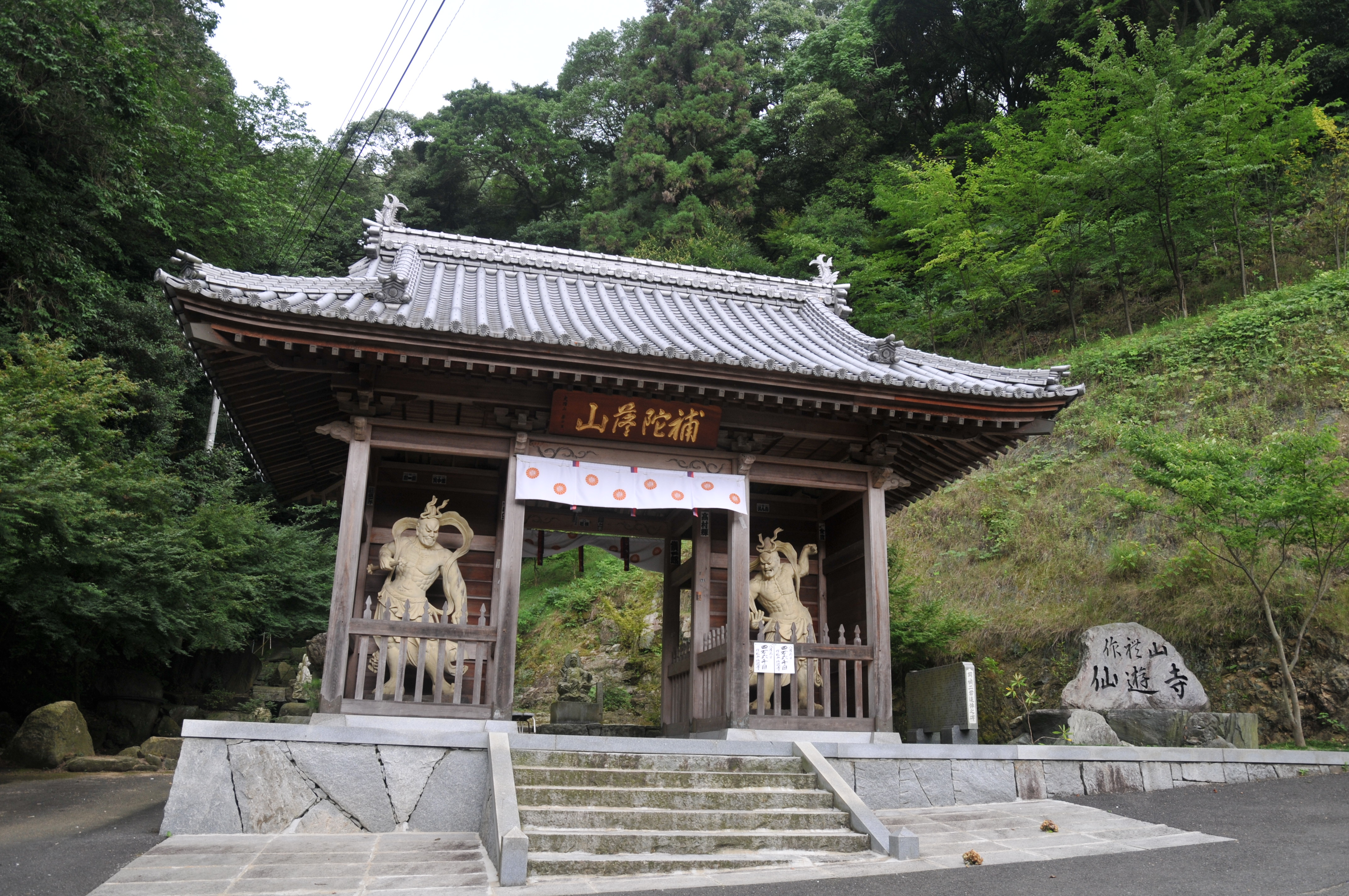
Tempeltor
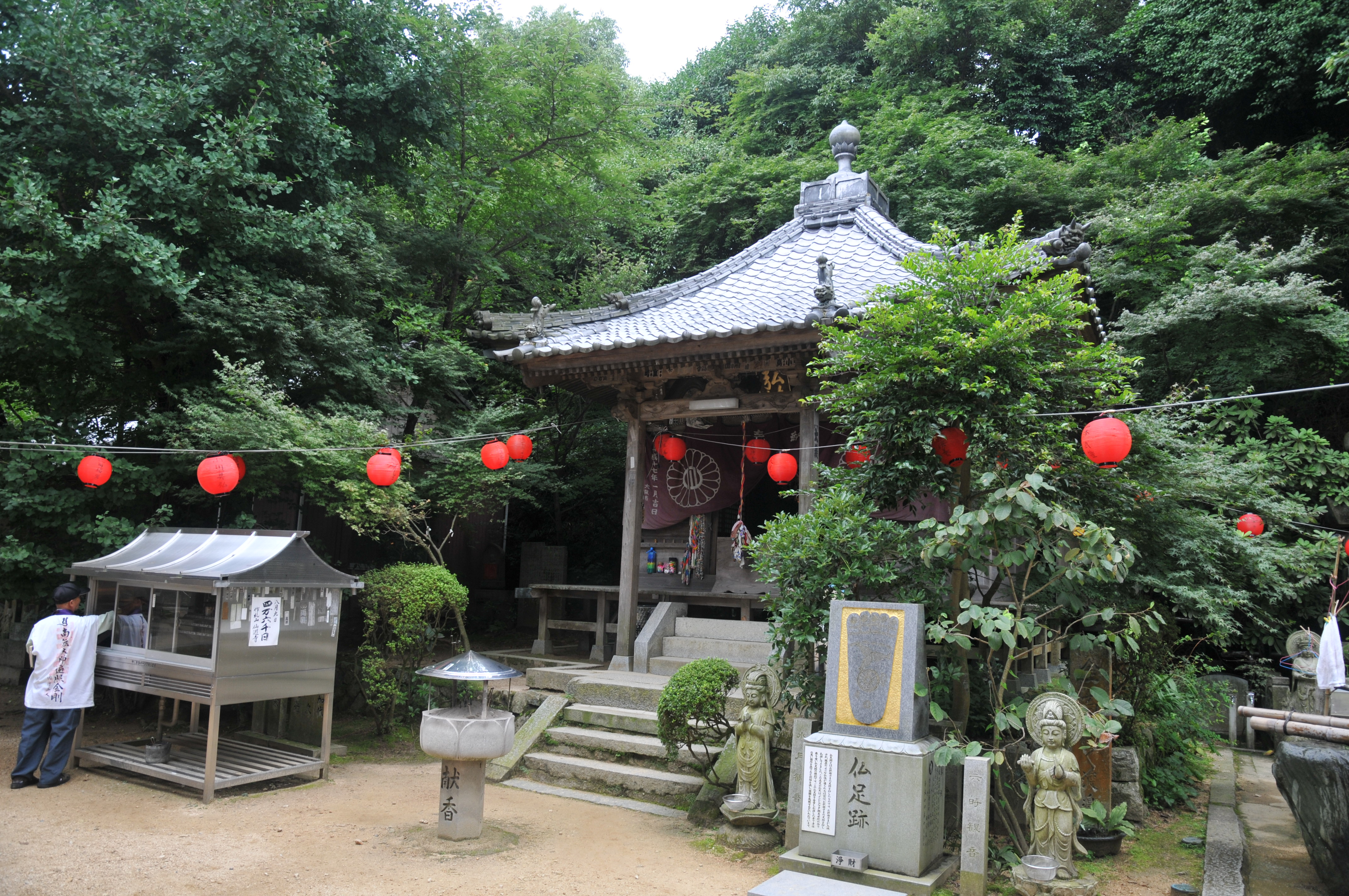
Daishidō
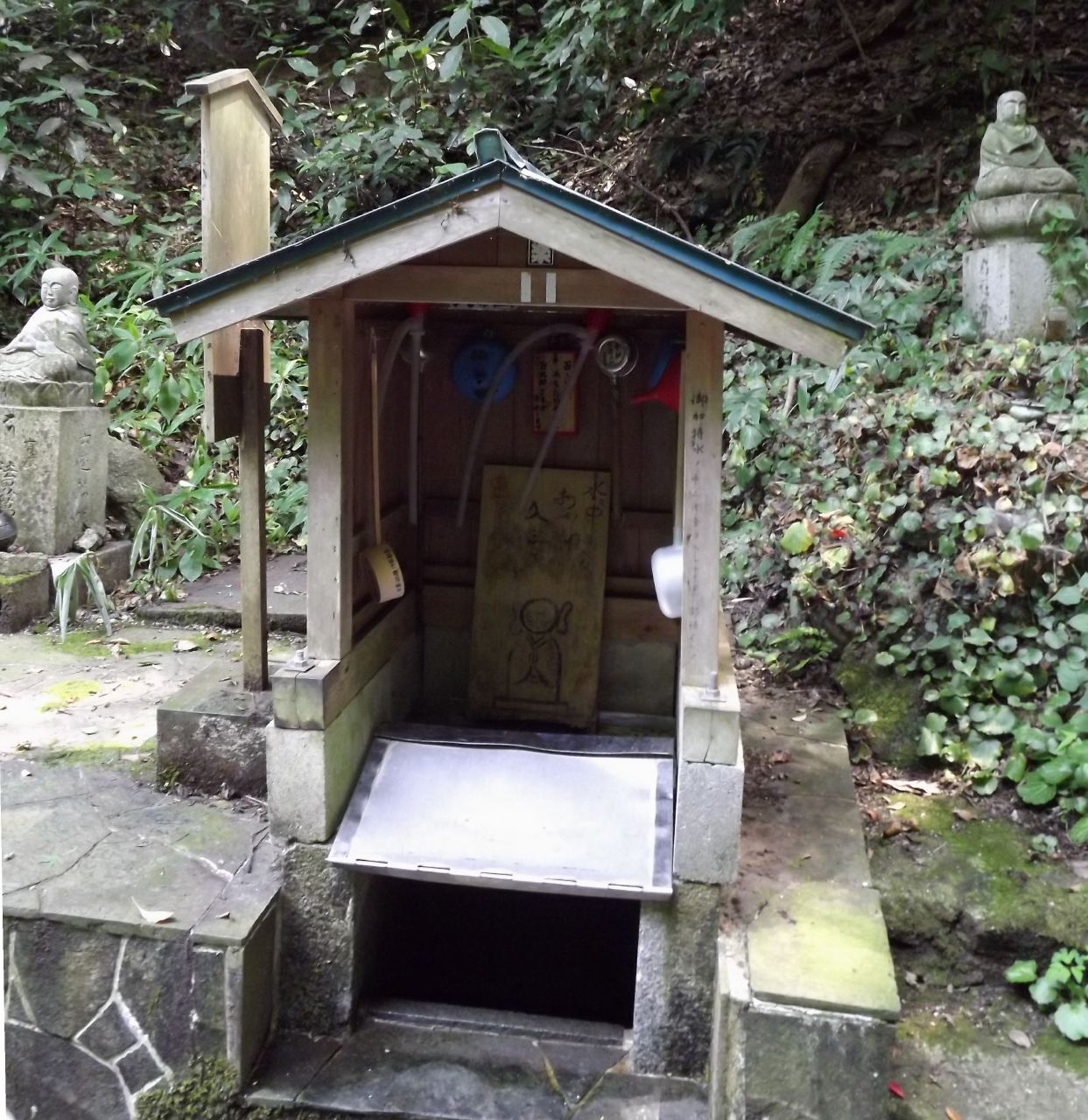
Kukais Quelle